# Sutras
Sutras è il diciannovesimo album in studio (il ventiduesimo in totale) del cantautore scozzese Donovan, pubblicato nel 1996.

## Tracce
1. Please Don't Bend – 4:14
2. Give It All Up – 3:09
3. Sleep – 2:47
4. Everlasting Sea – 3:33
5. High Your Love – 2:31
6. The Clear-Browed One – 3:20
7. The Way – 2:16
8. Deep Peace – 3:11
9. Nirvana – 3:31
10. Eldorado – 3:06
11. Be Mine – 3:28
12. Lady of the Lamp – 3:53
13. The Evernow – 4:09
14. Universe Am I – 4:46
15. The Garden – 2:51